# Comté de Steuben (Indiana)
Pour les articles homonymes, voir Comté de Steuben.
Le comté de Steuben  est un comté de l'État de l'Indiana, aux États-Unis. Il comptait 33 214 habitants en 2000. Son siège est Angola.